# Бэр, Карл М.
Карл М. Бэр (нем. Karl M. Baer; имя при рождении Марта Бэр (нем. Martha Baer); 20 мая 1885 Арользен, Германия — 26 июня 1956 Тель-Авив, Израиль) — немецко-израильский писатель, соцработник, реформатор, суфражист и сионист. Из-за того, что был интерсекс-человеком, при рождении был записан и воспитывался как девочка под именем Марта Бэр. В декабре 1906 года стал одним из первых, кто перенёс операцию по смене пола, а в январе 1907 года — одним из первых, кто получил полное юридическое признание своей гендерной идентичности и новое свидетельство о рождении, отражающее его новый пол. Бэр также получил право вступать в брак, и в октябре 1907 года женился. Бэр писал заметки для сексолога Магнуса Хиршфельда о том, как он рос в женском поле, чувствуя себя мужчиной. Вместе они доработали эти заметки до полуфинального, полуавтобиографического варианта произведения «Aus eines Mannes Mädchenjahren» («Воспоминания о девичьих годах мужчины»), которое было опубликовано под псевдонимом N.O. Body.

## Жизнь

### Марта Бэр
Ещё в период жизни под именем Марта, Бэр изучал политэкономию, социологию и педагогику в Берлине и Гамбурге, стал соцработником («Volkspflegerin») и суфражистом. В мае 1904 года он был направлен в Галицию под эгидой Гамбургского отделения Бней-Брит, чтобы вести кампанию против торговли женщинами из бедных стран и за право всех женщин на образование. Здесь, в Лемберге (ныне Львов), Бэр встретил Бейле Халперн (нем. Beile Halpern), на которой он позже женился (как Карл Бэр).
Обязанности Бэра заключались в работе с местными женщинами. Он призывал их провести кампанию за открытие детских садов и школ, что позволило бы женщинам работать вне дома и уменьшить финансовые трудности, которые побуждали некоторых продавать своих дочерей. Бэр работал над тем, чтобы заставить местные власти проверять документы удостоверяющие личность по установленным каналам торговли людьми и бороться с незаконными перемещениями. Он также продвигал женское образовательное движение и стал широко известен как реформист в Восточной Европе и Германии.
Первоначально Бэр был отправлен в Галицию на два года, но вернулся в Германию через год, из-за того, что вызвал осуждение за свой мужской язык тела, склонность спорить и настойчивую пропаганду своих целей. Согласно материалам дела Магнуса Хиршфельда, после этого Бэр стал жить как мужчина. Но после случайной госпитализации обнаружилось, что у него женская анатомия. В той же больнице он перенёс многоэтапную рудиментарную операцию по смене пола в октябре 1906 года. В декабре 1906 года он был выписан из больницы с медицинской справкой о своём новом поле. Его новая личность была подтверждена судами в Арользене (место его рождения) 8 января 1907 года.

### Карл Бэр
Карл Бэр сохранил букву «М.» в своём имени, чтобы не терять связь со своими публикациями, сделанными ранее под именем «М. Бэр». Впоследствии он говорил, что «М.» расшифровывалось как «Макс». На его надгробии «М.» расшифровано как "Меир". В октябре 1907 года он женился на Бейле Халперн, но она умерла в марте 1909 года, и он женился на Эльзе Макс (1887–1947). С 1908 по 1911 год Бэр был страховым агентом по продажам; 1 января 1911 года он занял пост консула по вопросам жизни евреев в Берлине. В декабре 1920 года он стал директором берлинской секции ложи Бней-Брит, эту должность он занимал до принудительного закрытия секции гестапо 19 апреля 1937 года. К тому времени Бэр был влиятельной фигурой в еврейском обществе, и его влияние на культурную жизнь привело его к конфликту с нацистской администрацией. Ему было разрешено эмигрировать с женой в июне 1938 года в Палестину, а затем в Израиль, где он работал между 1942 и 1950 годами бухгалтером. К 1950 году он ослеп и вынужден был оставить свою работу. Далее о его жизни ничего не известно вплоть до его смерти в 1956 году. Он похоронен на кладбище Кирьят-Шауль в Тель-Авиве под именем Карл Меир Бэр.

## Книги и фильмы
Бэр писал заметки для сексолога Магнуса Хиршфельда о том, как он рос в женском поле воспитания, чувствуя себя мужчиной. Вместе они доработали эти заметки до полуфинального, полуавтобиографического варианта произведения «Aus eines Mannes Mädchenjahren» («Воспоминания о девичьих годах мужчины»), которое было опубликовано под псевдонимом N.O. Body.
Подробности прошлого Бэра были изменены, чтобы не дать читателям возможность идентифицировать его по написанному тексту. Хиршфельд, активный сторонник понятия «третьего пола», которому может приписать себя любой, не знакомый с гендерными нормами или сексуальной дихотомией, надеялся, что книга объяснит дилемму, с которой сталкиваются многие интерсекс-дети, когда их заставляют жить в системе с двумя полами. Книга прошла несколько переизданий и переводов, что давало Бэру постоянный доход в дальнейшей жизни. Более поздние издания, особенно те, которые были опубликованы после Первой мировой войны, были переписаны в свете изменений в общественном мировоззрении и для достижения новых социальных и политических целей.
В 1919 году Карл Груне адаптировал книгу Бэра, написав на её основе сценарий для немого фильма с немецкой актрисой Эрикой Глесснер (1890–1959) в роли «Никто». Предположительно, ни одна копия фильма не пережила нацистский период и Вторую мировую войну.
Писатель Герман Симон, чьи тёти и мать были друзьями Бэра и его жены, написал небольшую книгу «Wer ist Nobody?» («Кто есть никто?») для включения в печатное издание «Aus eines Mannes Mädchenjahren» 1993 года.
Английский перевод «Aus eines Mannes Mädchenjahren» выполненный Деборой Саймон, основанный на немецком послевоенном переиздании, был опубликован в 2005 году под названием «Воспоминания о девичьих годах мужчины».